# Vallekilen Station
Vallekilen Station (Vallekilen stoppested) var en jernbanestation på Treungenbanen, der lå i Åmli kommune i Norge. Stationen åbnede som holdeplads 18. december 1910, da banen blev forlænget fra Froland til Åmli. Den blev nedgraderet til trinbræt 15. maj 1928. I 1946 blev banen ombygget fra smalspor til normalspor. Trafikken på den blev indstillet 1. oktober 1967, og i 1970 blev sporene taget op.
Den lille stationsbygning blev tegnet af Harald Kaas og opført til åbningen. Den eksisterede stadig ved banens nedlæggelse men blev senere revet ned.